# Conventualidade

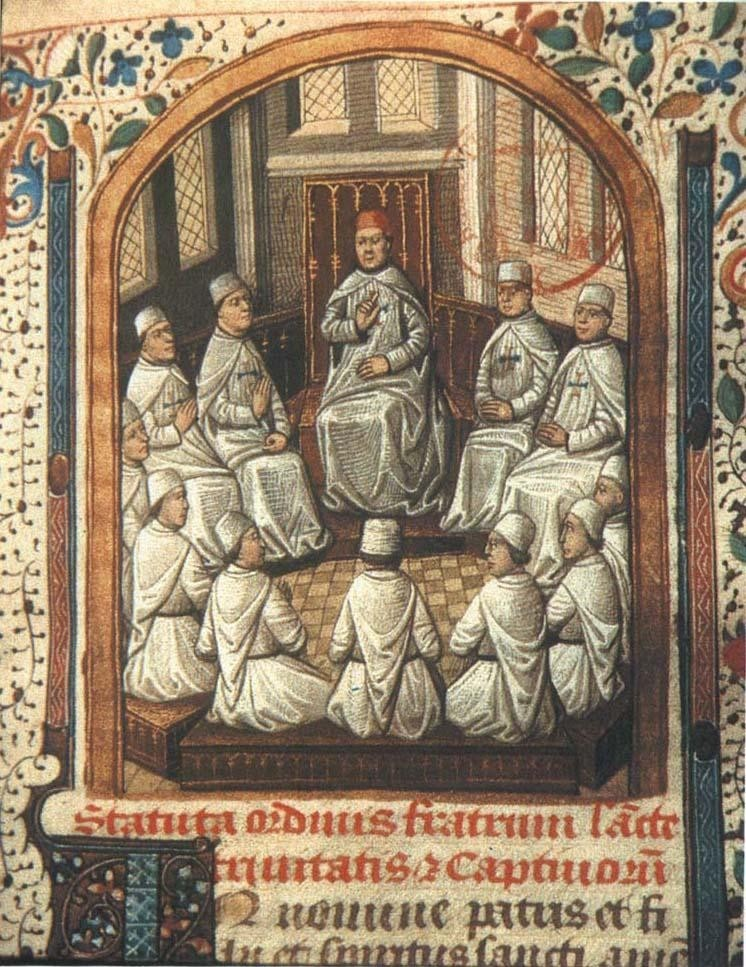
Conventualidade, traço carismático de diversas Ordens e Congregações Religiosas

A Conventualidade, ou também chamada conventualismo, é um traço carismático de diversas ordens religiosas, que vivem com diferentes nuances, num período monástico-canonical-mendicante. Ela tem como principais características: a fraternidade dentro de um Convento, a celebração de um capítulo conventual, a oração em comum e a partilha da mesa nas refeições.
Por muito tempo, a conventualidade foi encarada de forma negativa, devido ao contexto histórico em que surgiu e à administração institucional que trouxe para determinados carismas religiosos. Por outro lado, destaca-se o vigor originário comunitário, a dinamização do carisma do fundador e uma melhor organização para atender às exigências da época e da Igreja. Tais movimentos são considerados mais condizentes com as diretrizes da Igreja e dos papas.

## Uso do termo
Derivado de convento ou conventual, o termo conventualidade surge para indicar um particular sistema de vida nos conventos, mosteiros, cenóbios e abadias, conforme os religiosos conventuais que neles habitavam.  Por muito tempo, foi utilizado o termo Conventualismo, mas para evitar uma conotação negativa, opta-se por Conventualidade.
Este termo não aparece nos documentos da história ou papais, até o século XIV, onde o documento mais antigo, em que aparece este termo, é no ano de 1537 com a bula papal Ex supernae do Papa Paulo III. Neste sentido, a conventualidade é um termo moderno de uma antiga realidade histórica presente em diversas denominações religiosas.

## Contexto histórico
Nos tempos atuais, diversas Ordens e congregações modernas experimentam em suas realidades a conventualidade, mas o termo no sentido clássico surge nos séculos XIII ao XV.
Diante do cenário da baixa Idade Média, surge diversos elementos que trazem mudanças significativas para o contexto urbano e econômico, que de certa maneira, recaiu na dimensão religiosa. Houve um aumento no comércio e na atividade urbana, com o surgimento de cidades comerciais importantes, como Veneza, Florença e Bruges. Isso  levou ao crescimento da classe mercantil e ao desenvolvimento de uma economia monetária mais sofisticada.

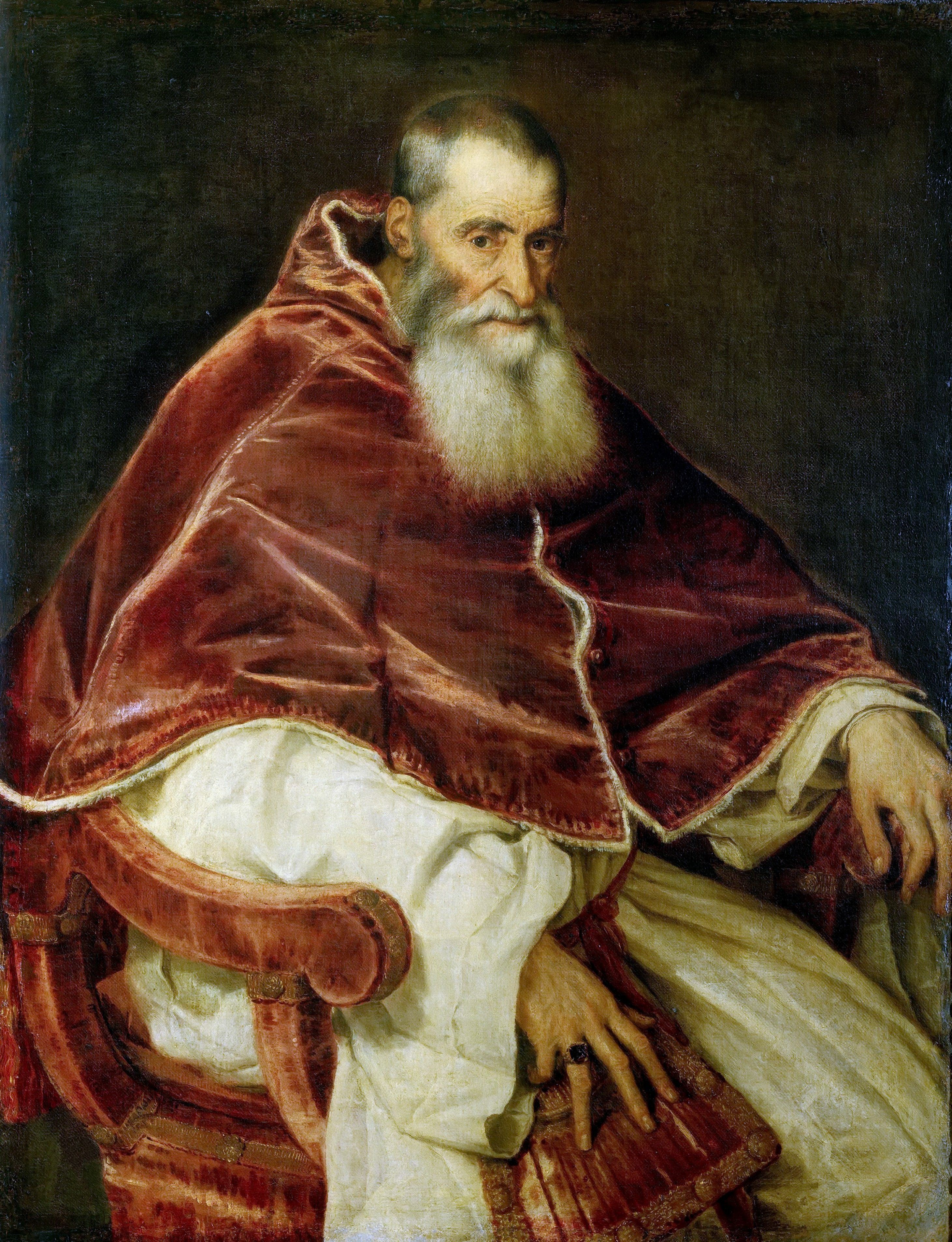
Papa Paulo III, o primeiro a usar o termo conventualidade

Acrescenta-se aumento significativo na população europeia devido a melhorias na agricultura, tecnologia e saúde pública. Isso resultou em uma pressão crescente sobre os recursos e terras disponíveis, bem como em mudanças na estrutura social. Isto resultou em uma tendência crescente em direção à centralização do poder real, com monarcas europeus fortalecendo seu controle sobre seus reinos e territórios.
Diante este cenário claudicante, as congregações e Ordens religiosas, precisaram se adaptar para melhor desempenhar seus ofícios. Por isso, não fazia mais sentido, os eremitérios distantes da população e as experiências longas de missão, pois, havia a necessidade constante de pregação e evangelização de costumes. Deste modo, começa a surgir grandes conventos nestas cidades comerciais, para que o serviço pastoral da vida religiosa fosse mais significativo. Tal movimento, recebeu o nome de conventualidade.
Muitos mosteiros foram estabelecidos como escolas, onde monges e frades estudavam e copiavam manuscritos antigos, preservando assim o conhecimento clássico. Além disso, as universidades medievais, como Oxford e Paris, foram fundadas com o apoio da Igreja, diante do renascimento cultural da época.
A pregação se tornou um elemento fundamental, para uma melhor orientação da moralidade e do comportamento social, regulando questões como casamento, vida familiar, caridade e práticas religiosas. Ela desempenhou um papel importante na promoção da caridade e assistência aos pobres. Após o serviço pastoral, os monges e os frades, precisaram convergir num único lugar para darem continuidade ao seu carisma fraterno, daí, o termo convento ganha mais evidência, sendo adjetivo para diversas necessidades: capítulo conventual, capela conventual e oração comunitária. Decorrentes do movimento conventual, surge em 1250 as chamadas igrejas conventuais e escolas conventuais, sendo conhecidas como grandes referências em arte e cultura.

## Características
Apesar de pouco desenvolvida ao longo da história, a conventualidade se aprofunda em diversas características, revelando-se como um importante pilar da vida espiritual e comunitária.

### Dimensão teologal
A conventualidade é um conceito essencial na teologia, referindo-se à vida comunitária dos religiosos em conventos ou mosteiros. Essa prática reflete a comunhão existente na Santíssima Trindade, onde as pessoas do Pai, Filho e do Espírito Santo vivem em perfeita comunhão de amor.
Essa tradição conventual remonta aos primórdios do cristianismo e tem suas bases nas Escrituras Sagradas. Nos Atos dos Apóstolos, em particular, podemos observar a vida dos primeiros discípulos de Jesus, que se reuniam em comunidade para viver e compartilhar sua fé, praticando a partilha de tudo em comum. Esse estilo de vida comunitária não apenas fortaleceu a fé dos discípulos, mas também criou um senso profundo de unidade e solidariedade entre eles, inspirando outros a se juntarem a eles na busca de uma vida mais próxima de Deus.

Além disso, ao longo da história da Igreja, os conventos e mosteiros desempenharam papéis vitais na preservação do conhecimento, na promoção da educação, na prática da caridade e na busca da santidade. Os religiosos  que vivem nessas comunidades consagram suas vidas ao serviço de Deus e dos outros, seguindo os ensinamentos de Cristo sobre amor, serviço e sacrifício. 

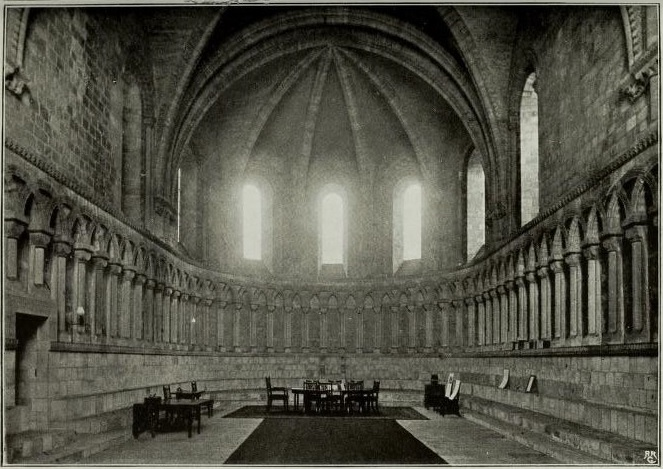
Sala Conventual - Durham Cathedral

 Assim, a conventualidade não é apenas uma prática religiosa, mas também uma expressão tangível do amor de Deus em ação no mundo.

### Capítulo Conventual
O capítulo conventual tornou-se o verdadeiro capítulo geral, do qual participam todos os frades professos solenes da comunidade e, com seu consenso, também os professos simples daquela parte do capítulo dedicada a promover a caridade fraterna e a vida espiritual e que não exija atos legais.
No capítulo conventual encontramos também os momentos típicos dos encontros capitulares: a espiritualidade, a fraternidade, a avaliação e a programação. Em suma, é o momento de tratar das coisas que dizem respeito a Deus e a Igreja . Normalmente, são realizadas numa sala apropriada para este fim, que recebe o nome de  Sala do capítulo.